# 1623 w muzyce
Wydarzenia muzyczne w 1623 roku.

## Urodzili się
- data dzienna nieznana: 
  - Pietro Antonio Cesti, włoski kompozytor (zm. 1669)